# Wink (Texas)
Wink é uma cidade localizada no estado norte-americano do Texas, no Condado de Winkler.

## Demografia
Segundo o censo norte-americano de 2000, a sua população era de 919 habitantes.
Em 2006, foi estimada uma população de 882, um decréscimo de 37 (-4.0%).

## Geografia
De acordo com o United States Census Bureau tem uma área de
2,9 km², dos quais 2,9 km² cobertos por terra e 0,0 km² cobertos por água.

## Localidades na vizinhança
O diagrama seguinte representa as localidades num raio de 32 km ao redor de Wink.